# Гоум-Ґарденс (Каліфорнія)
Гоум-Ґарденс (англ. Home Gardens) — переписна місцевість (CDP) в США, в окрузі Ріверсайд штату Каліфорнія. Населення — 11 203 особи (2020).

## Географія
Гоум-Ґарденс розташований за координатами 33°52′42″ пн. ш. 117°30′41″ зх. д. / 33.87833° пн. ш. 117.51139° зх. д. (33.878239, -117.511402).  За даними Бюро перепису населення США в 2010 році переписна місцевість мала площу 4,03 км², уся площа — суходіл.

## Демографія
Згідно з переписом 2010 року, у переписній місцевості мешкало 11 570 осіб у 2760 домогосподарствах у складі 2336 родин. Густота населення становила 2871 особа/км².  Було 2865 помешкань (711/км²).
Расовий склад населення:
| - 45,6 % — білих - 5,8 % — азіатів - 3,1 % — чорних або афроамериканців - 1,1 % — корінних американців - 0,4 % — вихідців з тихоокеанських островів - 38,9 % — осіб інших рас |

До двох чи більше рас належало 5,1 %. Частка іспаномовних становила 73,7 % від усіх мешканців.
За віковим діапазоном населення розподілялося таким чином: 31,3 % — особи молодші 18 років, 61,2 % — особи у віці 18—64 років, 7,5 % — особи у віці 65 років та старші. Медіана віку мешканця становила 29,3 року. На 100 осіб жіночої статі у переписній місцевості припадало 107,6 чоловіків;  на 100 жінок у віці від 18 років та старших — 104,4 чоловіків також старших 18 років.
Середній дохід на одне домашнє господарство  становив 60 462 долари США (медіана — 53 480), а середній дохід на одну сім'ю — 60 042 долари (медіана — 52 803). Медіана доходів становила 34 702 долари для чоловіків та 37 007 доларів для жінок. За межею бідності перебувало 25,9 % осіб, у тому числі 35,8 % дітей у віці до 18 років та 15,4 % осіб у віці 65 років та старших.
Цивільне працевлаштоване населення становило 4832 особи. Основні галузі зайнятості: виробництво — 24,3 %, освіта, охорона здоров'я та соціальна допомога — 12,7 %, роздрібна торгівля — 12,5 %.